# Sesam
Sesam (Sesamum indicum; Synonym: Sesamum orientale) ist eine Pflanzenart aus der Familie der Sesamgewächse (Pedaliaceae). Er ist eine weit verbreitete Kulturpflanze und vermutlich eine der ersten gezielt angebauten Ölpflanzen.

## Wortherkunft
Das Wort „Sesam“ wurde spätestens im 16. Jahrhundert ins Deutsche entlehnt aus lateinisch sēsamum (gelegentlich auch sisamus) und ähnlichen Formen, die aus griechisch σήσαμον sēsamon und ähnlichen Formen übernommen worden waren, wohin sie wahrscheinlich aus einer semitischen Sprache gelangten.

## Beschreibung

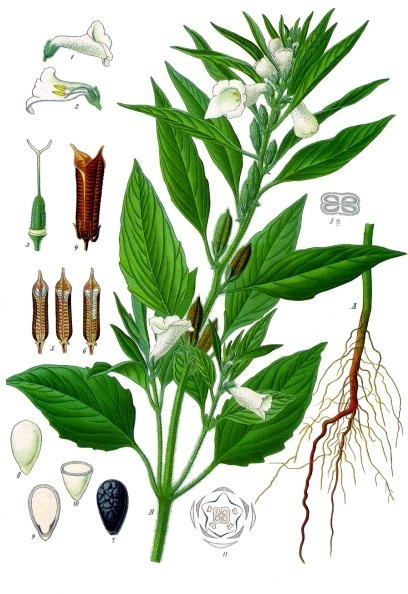
Sesamum indicum

Sesam ist eine einjährige, krautige Pflanze, die Wuchshöhen von 10 bis 120, selten bis 180 Zentimeter erreicht, und verzweigt oder unverzweigt vorkommt. Die Stängel sind stumpf viereckig, gefurcht und kahl bis fein behaart und häufig besetzt mit Drüsen.
Die sehr variablen, drüsenbesetzten und fein behaarten, gestielten Laubblätter sind gegen- oder wechselständig angeordnet. Die unteren Blätter sind eiförmig bis eiförmig-lanzettlich, die oberen dreiteilig gefiedert oder gelappt, 4 bis 20 Zentimeter lang, 2 bis 10 Zentimeter breit, am Ansatz gerundet bis stumpf, spitz zulaufend und am Rand gezähnt bis ganz. Die Blattstiele sind 3 bis 11 Zentimeter lang. Die oberen Blätter sind kurzgestielt mit 0,5 bis 3 Zentimeter Länge. Die oberen Blätter sind mit 0,5 bis 2,5 Zentimeter Breite schlanker, ganzrandig und länglich-lanzettlich bis linealisch-lanzettlich. Die Nebenblätter fehlen.
Die Blüten erscheinen achselständig in kleinen Büscheln. Die gestielten, eher unangenehm duftenden, zwittrigen Blüten sind fünfzählig mit doppelter Blütenhülle und weiß oder rosa bis purpur. Es sind jeweils zwei Tragblätter vorhanden. Der behaarte Kelch ist bleibend, die ungleichen Kelchzipfel sind länglich und 2 bis 5 Millimeter lang. Die außen drüsig behaarte, trichterförmige Krone mit kurzen Lappen ist 1,5 bis 3,3 Zentimeter lang, der untere Mittellappen ist vergrößert. Im Schlund sind oft Saftmale vorhanden. Die 4 didynamischen Staubfäden sind unbehaart. Die Staubbeutel sind 2 bis 3 Millimeter lang. Es ist ein Staminodium vorhanden oder es fehlt. Der oberständige, behaarte und zweikammerige, gelappte Fruchtknoten ist 1 bis 1,5 Millimeter lang, die Narbe ist zweilappig. Es ist ein Diskus vorhanden. Am Blüten- bzw. Fruchtstiel sind extraflorale Nektarien vorhanden.
Die Frucht ist eine länglich-quadratische, fein behaarte und mit Drüsen besetzte, gelappte, spitze, 1,5 bis 3,5 Zentimeter lange und 6 bis 7 Millimeter breite, vielsamige, lokulizidale Kapsel. Die abgeflachten Samen sind 2,5 bis 3 Millimeter lang und 1,5 Millimeter breit und variieren farblich von schwarz, braun, gelblich bis weiß.
Die Chromosomenzahl beträgt 2n = 26.

## Verbreitung
Sesam ist ursprünglich in Teilen Indiens heimisch. Angebaut wird er heute in tropischen und subtropischen Gebieten weltweit.

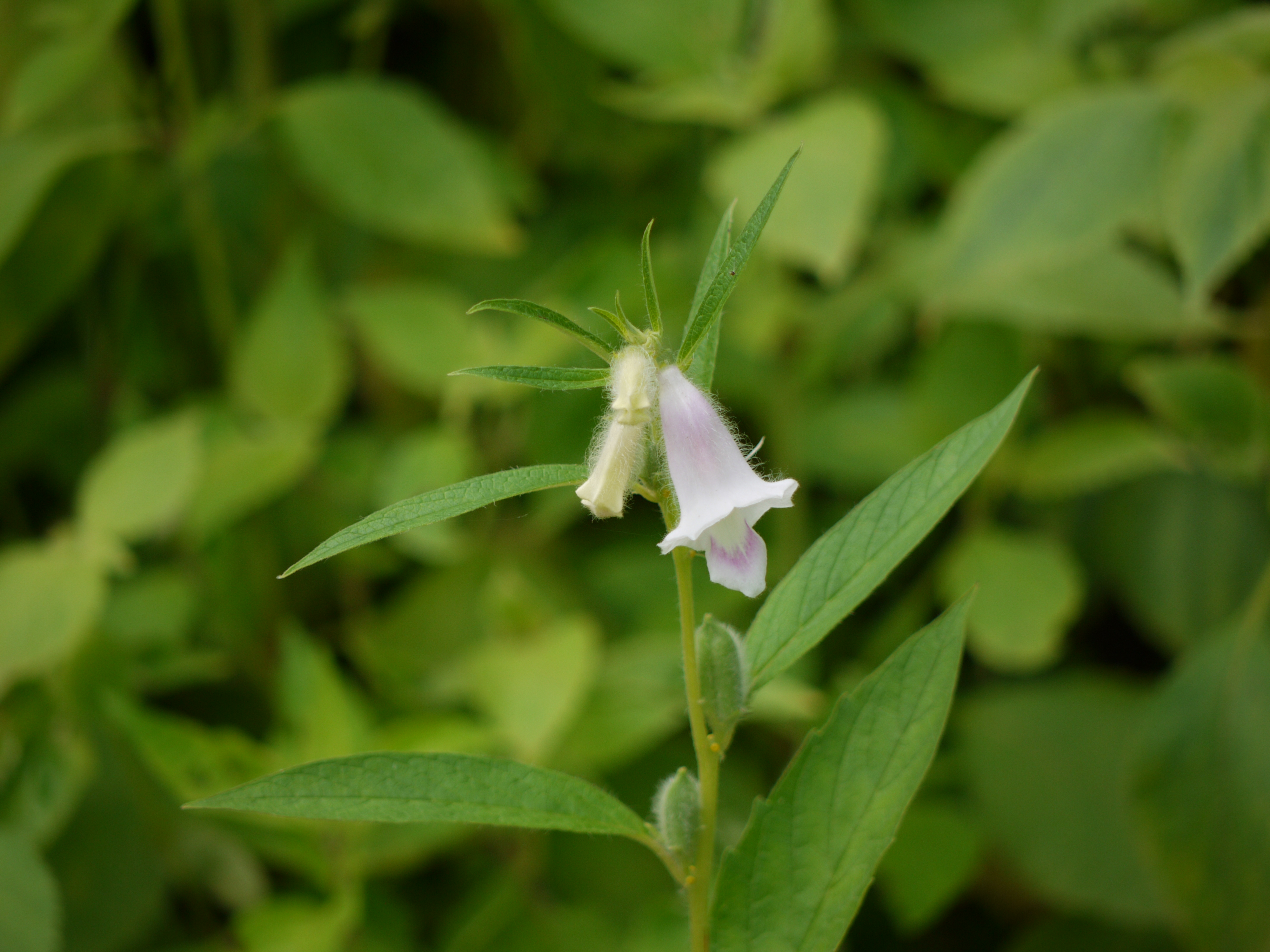
Sesam (Sesamum indicum)

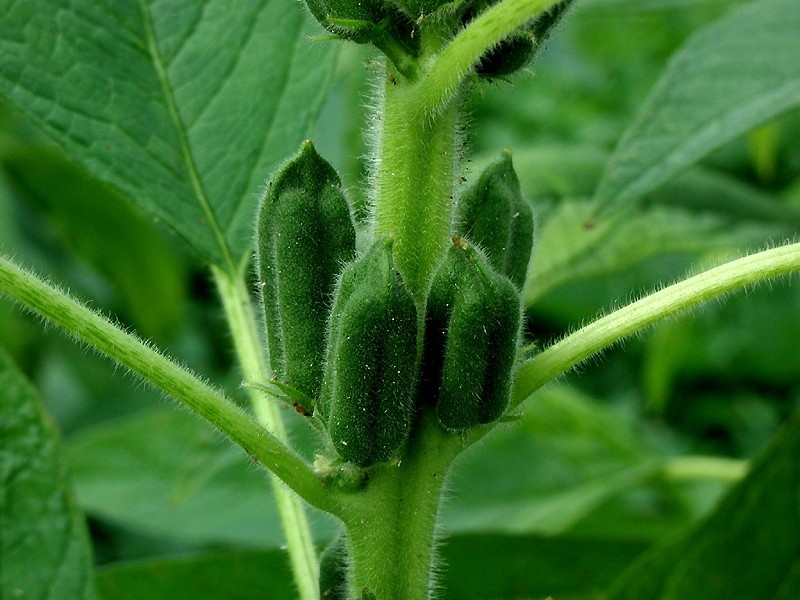
Sesam (Sesamum indicum), junge Früchte

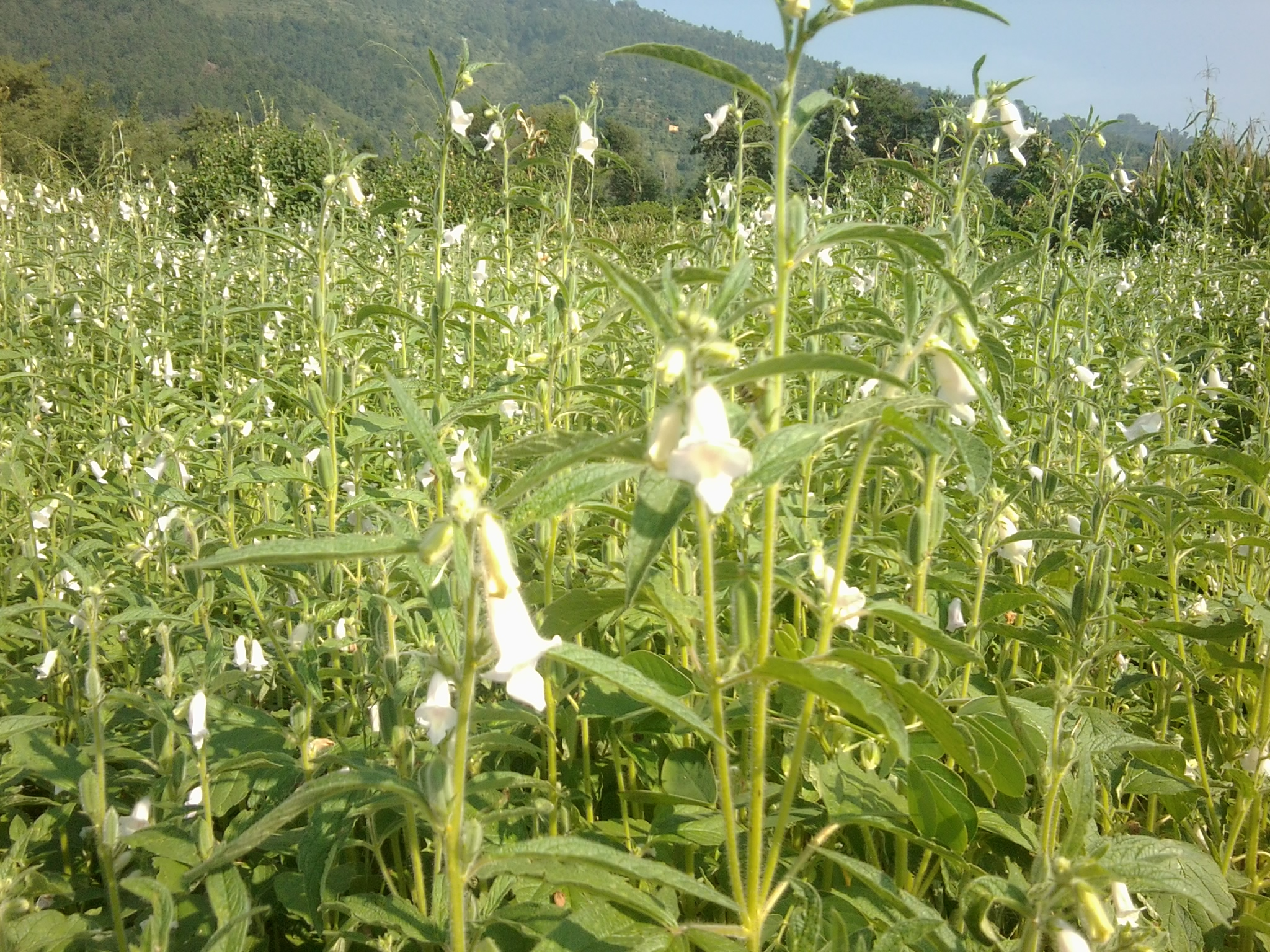
Feld mit Sesam (Sesamum indicum)

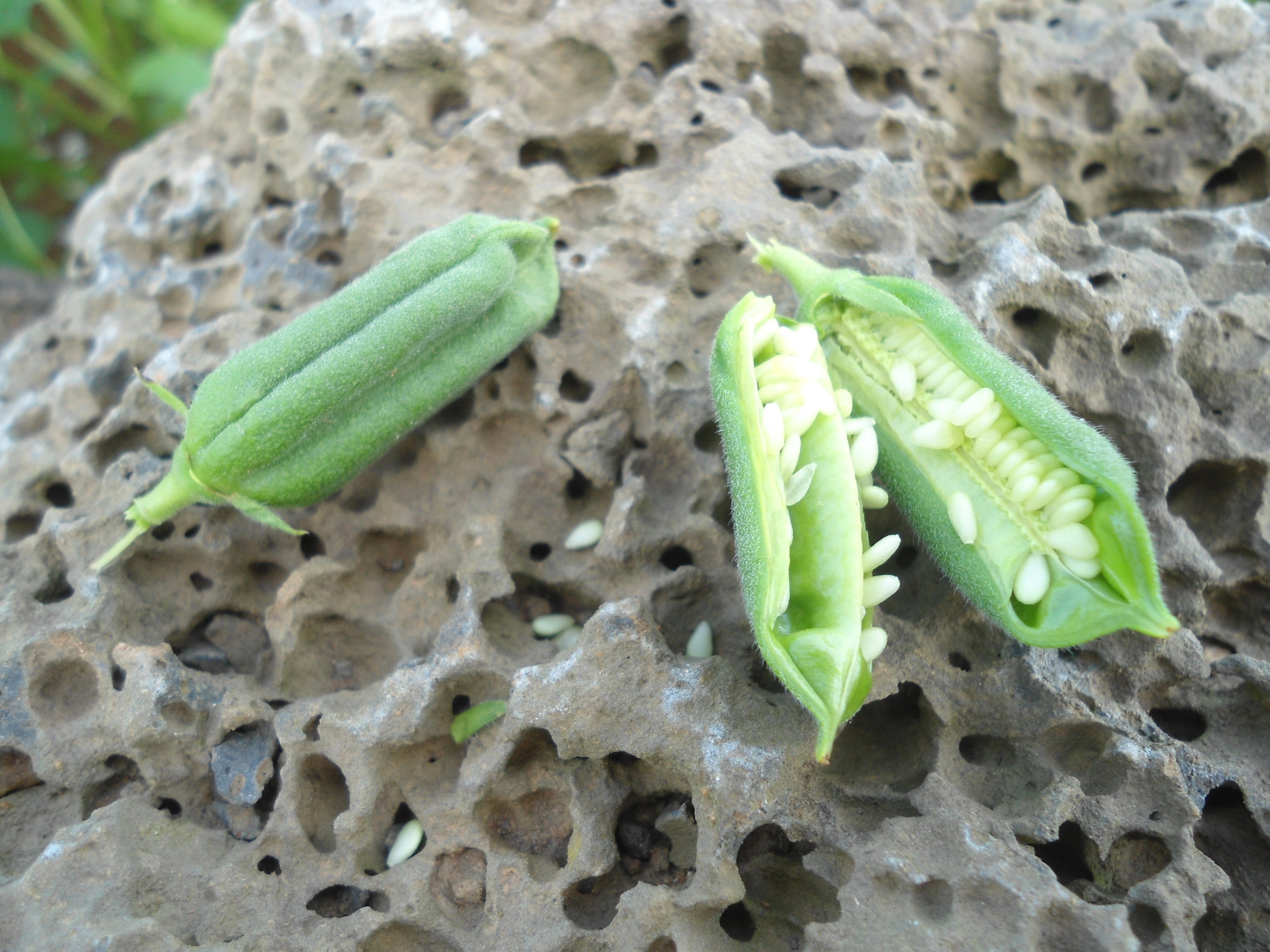
Sesam (Sesamum indicum) mit geöffneter Frucht

## Geschichte
Der kultivierte Sesam stammt von Sesamum malabaricum oder S. mulayanum aus Südasien ab, besonders von der Malabarküste, dem nordwestlichen Indien und dem pakistanischen Punjab. Sesam wurde ab der Mitte oder dem Ende des dritten Jahrtausends v. Chr. in Südindien domestiziert. Von hier gelangte er in der Bronzezeit über den Seeweg nach Arabien und Mesopotamien.

### Indischer Subkontinent
Aus der Indus-Kultur ist Sesam nur aus Harappa bekannt, mit einer ungefähren Datierung von 3050–3500 v. Chr. (Tell F, Schnitt IV, Stratum V, Befund P8). Im Laufe des 2. Jahrtausends hatte sich Sesam in weiten Teilen Indiens ausgebreitet. In seinem Leben des Apollonius von Tyana beschreibt Philostratus indisches Getreide, Bohnen und Sesamkörner, die alle besonders groß waren (Vita Apollonii: 3.5).

### Arabien und Mesopotamien
Funde in Mesopotamien erbrachten den Nachweis von Sesam vor 2000 v. Chr.
Die Identifikation von Sesam in Schriftquellen ist problematisch. Bei dem sumerischen še-giš-ì, akkadischen šamaššammū, hurritischen šumišumi, ugaritischen ssmn, hethitischen sapsama kann es sich um Sesam, aber auch um Flachs (Lein) handeln. Das verwandte arabische Wort سمسم simsim bedeutet „Sesam“, aber Bedigian und Harlan halten es für möglich, dass sich die Bedeutung „Ölfrucht“ allmählich auf Sesam eingeengt hat. Sumerische Texte erwähnen še-giš-ì seit der Mitte des 3. Jahrtausends.
In Hajar al-Rayhani wurde Sesam über Abdrücke in Keramik nachgewiesen.

### Afrika
Vermutungen, dass es Sesam bereits früh in Afrika gab, haben sich nicht bestätigt. Altägyptische Funde sind zweifelhaft, Sesam in Ägypten während der griechischen Zeit (4.–1. Jahrhundert v. Chr.) gilt jedoch als wahrscheinlich. Die frühesten Spuren von Sesam weiter südlich fanden sich im nubischen Ort Qasr Ibrim zwischen 300 und 500 n. Chr., die Pflanze könnte also von den Römern eingeführt worden sein. Ansonsten scheint die Pflanze erst seit der jüngsten Zeit in Afrika vorzukommen.

### Europa
Mineralisierte Sesamkörner aus samnitischer Zeit stammen aus Pompeii, zusammen mit Feigen, Hirse und Weintrauben.

### Amerika
In Amerika wurde Sesam durch die Europäer eingeführt, vermutlich im Zuge des Sklavenhandels. Früheste Belege aus Surinam stammen von ca. 1687 aus dem Herbar Hendrik Meyers. Der schwedische Botaniker Daniel Rolander berichtet 1755, dass die Maroons Sesam in ihren Gärten anbauten.

## Verwendung

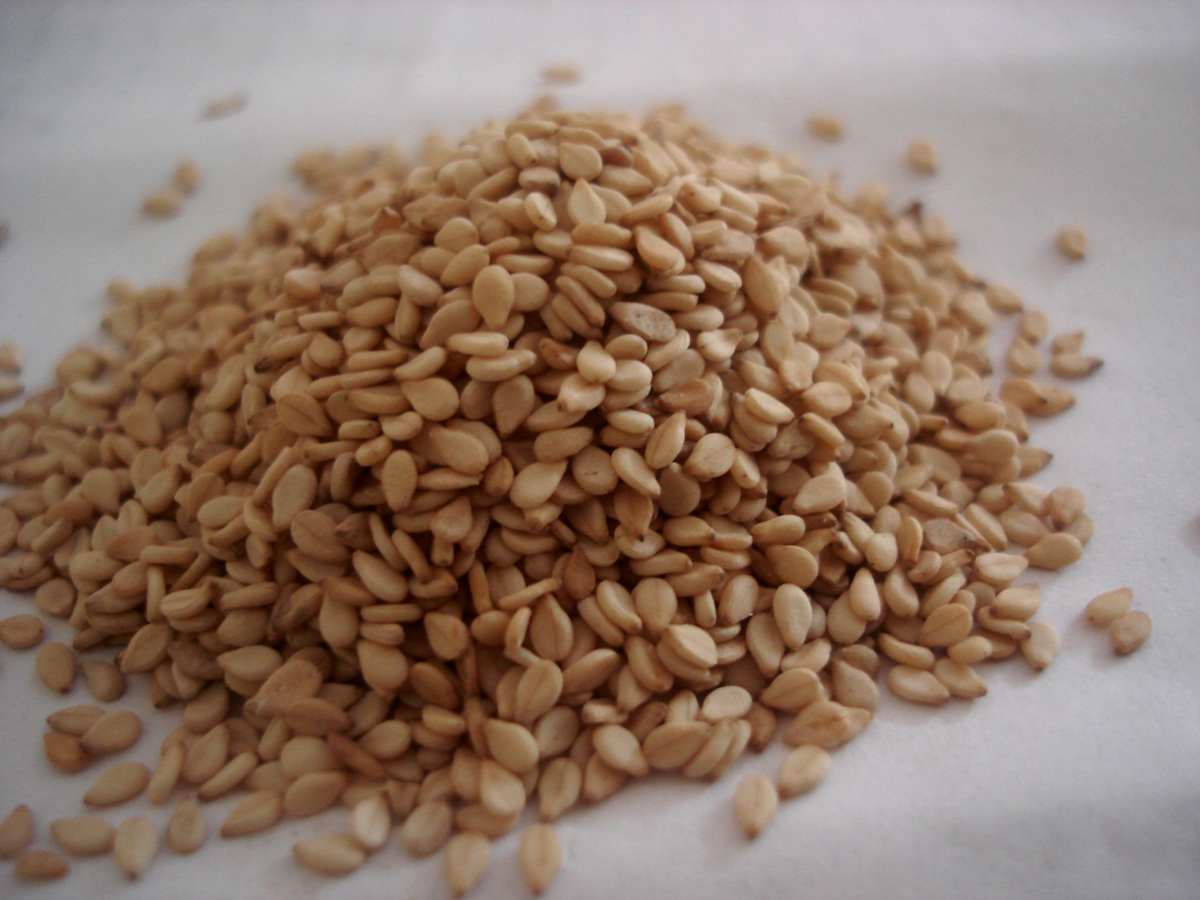
Sesamsamen

Die Samen, das Öl und die Wurzel des Sesams werden für therapeutische und kulinarische Zwecke verwendet. Die ölreichen Samen des Sesams werden zu Sesamöl verarbeitet, das vor allem zum Kochen verwendet wird – aus gerösteten Samen gepresst auch als würzende Zutat (z. B. japanisch Gomashio, koreanisch Kkaesogeum). Die ganzen Samen dienen – oft geröstet – zur Verfeinerung von Backwaren und zum Würzen von Speisen. Sesam gehört zu den selenreichsten Lebensmitteln (800 µg/100 g). Darüber hinaus enthält Sesam mit über 700 mg pro 100 g eine beachtliche Menge Calcium. Sesam ist ein starkes Allergen und muss als deklarationspflichtiges Allergen bei verarbeiteten Lebensmitteln auch bei geringsten Mengen in der Zutatenliste angegeben werden.
Weitere Verwendungen:
- Tahina, eine Paste aus gemahlenen Sesamsamen in der arabischen Küche und wichtiger Bestandteil von Hummus und Baba Ganoush
- Dukkah, eine aus Ägypten und Nordafrika stammende Nuss-Sesam-Mischung, die mit Olivenöl gemischt als Dip für Fladenbrot, als Topping auf Salaten oder als Panade genutzt wird.
- Zhi ma jiang, chinesische Sesampaste aus geröstetem Sesam
- Sesamriegel, ein handlicher Snack, für den ganze Sesamkörner mit Honig oder Zucker verarbeitet werden.

Als Heilmittel dient das aus den reifen Samen durch Kaltpressung oder Extraktion und nachfolgende Raffination gewonnene fette Öl. Die Wirkstoffe sind Ölsäure und Linolsäure, daneben Palmitinsäure, Stearinsäure, Lignane, Sesamin, Sesamolin, Sterole.
Pharmazeutisch nutzt man Sesamöl in Salben. Es erleichtert das Ablösen von Hautschorf und Krusten und hat allgemein pflegende Eigenschaften bei trockener Haut. In Injektionslösungen ist es als Lösungsmittel für fettlösliche Arzneimittel in Gebrauch. Das in Spuren enthaltene Sesamol besitzt zusammen mit Pyrethrum eine synergetische Wirkung in Insektenbekämpfungsmitteln.
Die Maroons in Surinam bauen Sesam an, um die Körner in religiösen Zeremonien zu verwenden, und um den vampirischen Azeman fernzuhalten.
Die in der koreanischen Küche zum Einwickeln von Bulgogi, Galbi oder Samgyeopsal verwendeten „Sesamblätter“ (깻닢) sind nicht Blätter der Sesampflanze, sondern der Pflanze Perilla, die wegen der ähnlichen Blattform auch als „wilder Sesam“ bezeichnet wird.

## Durchschnittliche Zusammensetzung
Je 100 g essbarem Anteil:
| Bestandteile        |                    |
| ------------------- | ------------------ |
| Energie             | 2339 kJ (565 kcal) |
| Wasser              | 5,2 g              |
| Eiweiß 1            | 17,7 g             |
| Fett                | 50,4 g             |
| Kohlenhydrate 2     | 10,2 g             |
| davon Ballaststoffe | 11,2 g             |
| Mineralstoffe       | 5,3 g              |

| Mineralstoffe |        |
| ------------- | ------ |
| Kalium        | 460 mg |
| Phosphor      | 605 mg |
| Magnesium     | 345 mg |
| Calcium       | 785 mg |
| Natrium       | 45 mg  |
| Eisen         | 10 mg  |

| Vitamine    |         |
| ----------- | ------- |
| Vitamin B1  | 790 µg  |
| Vitamin B2  | 250 µg  |
| Nicotinamid | 4500 µg |
| Vitamin B6  | 790 µg  |

| Lipide        |        |
| ------------- | ------ |
| Palmitinsäure | 5,7 g  |
| Stearinsäure  | 1,6 g  |
| Ölsäure       | 19,9 g |
| Linolsäure    | 18,7 g |
| Linolensäure  | 0,67 g |

## Anbau
Im Sudan wird die Pflanze im März gesät, wenn zwei Ernten angestrebt werden, oder in April/Juni für eine Ernte. Sesam hat lange Wurzeln und ist damit sehr trockenheitsresistent.

## Wirtschaftliche Bedeutung

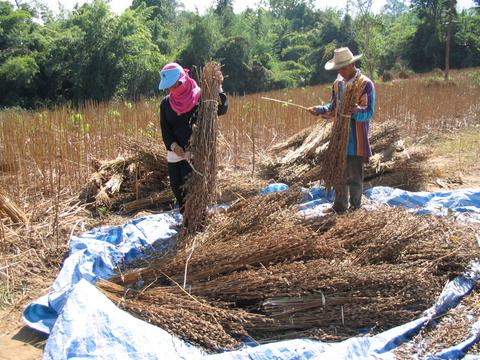
Sesam-Ernte

2022 wurden laut der Ernährungs- und Landwirtschaftsorganisation FAO weltweit 6.741.479 t Sesamsamen geerntet.
Folgende Tabelle gibt eine Übersicht über die zehn größten Produzenten von Sesamsamen weltweit, die insgesamt 76,4 % der Erntemenge produzierten.
| Rang | Land                         | Menge (in t) |
| ---- | ---------------------------- | ------------ |
| 1    | Sudan                        | 1.231.701    |
| 2    | Indien                       | 788.740      |
| 3    | Myanmar                      | 760.926      |
| 4    | Tansania                     | 700.000      |
| 5    | Nigeria                      | 450.000      |
| 6    | Volksrepublik China          | 435.300      |
| 7    | Burkina Faso                 | 208.796      |
| 8    | Tschad                       | 201.913      |
| 9    | Zentralafrikanische Republik | 190.917      |
| 10   | Äthiopien                    | 180.000      |
|      | Summe Top Ten                | 5.148.293    |
|      | restliche Länder             | 1.593.187    |

## Belastete Produkte
In ihrer Märzausgabe der Zeitschrift test von 2021 berichtet die Stiftung Warentest von Sesam-Produkten, die mit giftigem Ethylenoxid-Gas belastet sind. Dieses Gas wird verwendet, um Keime abzutöten. Das Gas Ethylenoxid ist krebserregend und erbgutverändernd. Für sein Abbauprodukt 2-Chlorethanol gibt es Hinweise darauf. Es ist in der EU verboten, kommt aber in Produkten aus Indien durchaus noch vor. In Deutschland hat das Portal Lebensmittelwarnung.de seit September 2020 mehr als 40 Rückrufe veröffentlicht. Auch die Seite Produktwarnung.eu veröffentlichte zahlreiche Rückrufe für Produkte, die belastete Sesamsamen enthielten, z. B. Burger-Buns, Knäckebrot, Brotaufstrich und so weiter. Sollte als Herkunftsland Indien auf der Packung stehen, rät Stiftung Warentest vom Verzehr ab. Infolge wurden durch das Bundesamt für Lebensmittelsicherheit und Veterinärwesen auch in der Schweiz zahlreiche Rückrufe veröffentlicht und neue Lieferungen erst freigegeben, wenn die Analyse gezeigt hat, dass sie unbelastet sind. Bisher wurden Lebensmittel in der EU und der Schweiz nicht auf Ethylenoxid getestet.